# Старе Монастежисько
Старе Монастежисько (пол. Stare Monasterzysko, нім. Alt Münsterberg) — село в Польщі, у гміні Млинари Ельблонзького повіту Вармінсько-Мазурського воєводства.
Населення — 58 осіб (2011).
У 1975-1998 роках село належало до Ельблонзького воєводства.

## Демографія
Демографічна структура станом на 31 березня 2011 року:
|          | Загалом | Допрацездатний вік | Працездатний вік | Постпрацездатний вік |
| -------- | ------- | ------------------ | ---------------- | -------------------- |
| Чоловіки | 26      | 4                  | 19               | 3                    |
| Жінки    | 32      | 8                  | 18               | 6                    |
| Разом    | 58      | 12                 | 37               | 9                    |